# 骨妹
《骨妹》（英語：Sisterhood）是由澳門導演徐欣羨執導的劇情電影，由歐健兒編劇，梁詠琪、廖子妤、余香凝及李李仁主演。

## 主演
| 演員姓名 | 角色名稱       | 介紹                                                 |
| 梁詠琪   | 李詩詩（成年） | 欣樂民宿老闆娘（台灣）                               |
| 廖子妤   | 李詩詩（青年） | 曾任骨場員工19號                                     |
| 余香凝   | 張靈靈         | 曾任骨場員工18號，後接手經營土生餅店                 |
| 李李仁   | 陳忠（成年）   | 李詩詩的丈夫，欣樂民宿老闆（台灣）                   |
| 朱鑑然   | 陳忠（青年）   | 一開始為李詩詩的客人，後追求李詩詩，成為李詩詩的丈夫 |
| 陳蕾     | 38號（青年）   | 盈盈 骨场员工                                        |
| 劉漪琳   | 8號（青年）    | 芝芝 骨场员工                                        |
| 車婉婉   | 38號（成年）   | 盈盈 足浴店老闆娘                                    |
| 麥家琪   | 8號（成年）    | 芝芝 賭場伴賭                                        |
| 江美儀   | 麗姐           | 骨妹們的教練、管理員                                 |
| 李嘉偉   | 張樂樂         | 張靈靈的兒子，不愛讀書，夢想踢球                     |
| 程政鈞   | 醫師           | 診所                                                 |
| 賈思樂   |                | 土生餅店老闆，回歸前退休回葡                         |
| 夏健龍   |                | 按摩店經理                                           |
| 艾威     |                | 非常照顧8號的大哥                                    |
| 小肥     |                | 餐廳少東                                             |

## 分級
本片在香港及澳門分別被評為IIB級及C組。

## 獎項及提名
| 年度   | 颁奖典礼                    | 奖项           | 姓名     | 结果 |
| ------ | --------------------------- | -------------- | -------- | ---- |
| 2016年 | 第1屆澳門國際影展暨頒獎典禮 | 澳門觀眾大獎   | 《骨妹》 | 獲獎 |
| 2016年 | 第1屆澳門國際影展暨頒獎典禮 | 最佳新進演員獎 | 余香凝   | 獲獎 |
| 2017年 | 第36屆香港電影金像獎        | 最佳女配角     | 廖子妤   | 提名 |
| 2017年 | 第36屆香港電影金像獎        | 最佳新演員     | 余香凝   | 提名 |
| 2017年 | 第23屆香港電影評論學會大獎  | 最佳女演員     | 余香凝   | 提名 |
| 2017年 | 第12屆大阪亞洲電影節        | 傑出才能獎     | 廖子妤   | 獲獎 |
| 2017年 | 第17屆華語電影傳媒大獎      | 最佳女配角     | 廖子妤   | 提名 |
| 2017年 | 第17屆華語電影傳媒大獎      | 最佳新演員     | 余香凝   | 提名 |

## 外部連結
- 豆瓣电影上《骨妹》的資料 （简体中文）
- 时光网上《骨妹》的資料（简体中文）
- 互联网电影数据库（IMDb）上《骨妹》的资料（英文）
- 香港影庫上《骨妹》的資料（繁體中文）